# Lycodonus malvinensis
Lycodonus malvinensis és una espècie de peix de la família dels zoàrcids i de l'ordre dels perciformes.

## Morfologia
- Els mascles poden assolir 19,6 cm de longitud total.[4][5]

## Hàbitat
És un peix marí i d'aigües profundes que viu entre 800-2.044 m de fondària.

## Distribució geogràfica
Es troba a les Illes Malvines.

## Observacions
És inofensiu per als humans.